# صفر زهي
صفر زهي (بالفارسية: صفرزهی) هي قرية تقع في البلدة المركزية في إيران. يقدر عدد سكانها بـ 647 نسمة بحسب إحصاء 2016.